# فرودگاه بربیراتی
فرودگاه بربیراتی (به انگلیسی: Berbérati Airport) یک فرودگاه همگانی با کد یاتا BBT است که یک باند فرود آسفالت دارد و طول باند آن ۱۶۶۰ متر است. این فرودگاه در کشور آفریقای مرکزی قرار دارد و در ارتفاع ۵۸۸ متری از سطح دریا واقع شده‌است.